# گل‌کوب طوق‌سرخ
گل‌کوب طوق‌سرخ (نام علمی: Dicaeum retrocinctum) نام یک گونه از سرده گل‌کوب‌های اصلی است.